# Tercentenary Sports Hall
El Tercentenary Sports Hall es un estadio cubierto de usos múltiples situado en Gibraltar, se encuentra cerca del aeropuerto de Gibraltar, justo al lado de la avenida Winston Churchill y  el estadio Victoria. El estadio es utilizado principalmente para el desarrollo de la liga de fútbol sala, aunque también tiene un gran uso por parte de los equipos de baloncesto y voleibol que existen en El Peñón. En 2015 albergó todos los partidos del Grupo D de la Ronda preliminar  de la Copa de la UEFA de fútbol sala. En 2014 albergó la totalidad de partidos del Campeonato europeo FIBA para países en desarrollo y en 2016 el Campeonato europeo FIBA femenino para países en desarrollo
El recinto acogerá al grupo G de la ronda preliminar de la clasificación para la Eurocopa de fútbol Sala de 2018.

## Victoria Sports Hall
El Victoria Sports Hall es un campo de fútbol sala descubierto, que se usa principalmente para los partidos de la División 3, 4 y para eventos como los celebrados por la Gibraltar Street Soccer League. Se ubica exactamente en la parte trasera del Estadio Victoria y a un costado del Tercentenary Sports Hall. 
El recinto es también utilizado en ocasiones, por el programa Fun Fridays, organizado por la Asociación de Fútbol de Gibraltar y dirigido a niñas interesadas en practicar el fútbol y tal vez más adelante unirse a algún equipo de la Gibraltar Women's League o participar en el Copa Juan Chipol.